# 필립스 스타디온
필립스 스타디온(Philips Stadion)은 네덜란드의 축구경기장이다. 네덜란드 축구리그인 에레디비시의 팀 PSV 에인트호번의 홈구장이며, 수용인원 35,119명의 전좌석 경기장이다. 이 경기장은 UEFA가 지정한 4성급 경기장으로써, 그에 따라 2006년 UEFA컵 결승전(미들즈브러와 세비야) 경기가 개최되었다.

## 기록

### 1988년 UEFA 슈퍼컵
| 날짜           | 팀 1           | 스코어 | 팀 2      | 라운드 |
| -------------- | -------------- | ------ | --------- | ------ |
| 1988년 2월 8일 | PSV 에인트호번 | 1 - 0  | KV 메헬렌 | 2차전  |

### 2002년 FIFA 월드컵 유럽 지역 예선
| 날짜            | 팀 1     | 스코어 | 팀 2     | 라운드 |
| --------------- | -------- | ------ | -------- | ------ |
| 2001년 3월 24일 | 네덜란드 | 4 - 0  | 키프로스 | 2조    |